# Kyburg
Kyburg is een gemeente en plaats in het Zwitserse kanton Zürich, en maakt deel uit van het district Pfäffikon.
Kyburg telt 391 inwoners.

## Geschiedenis
Het kasteel van Kyburg was vanaf de 11e eeuw de zetel van de graven van Kyburg. Hun gebied kwam aanvankelijk ongeveer overeen met het huidige district Winterthur. Na het uitsterven van de graven van Kyburg in 1264 kwam het gebied door vererving aan de Habsburgers. In 1452 moesten zij grote delen van het graafschap aan de stad Zürich verkopen, de stad Winterthur volgde in 1467. Na de inval van de Franse troepen in 1798 werd het graafschap opgeheven.
Op 1 januari 2016 werd Kyburg opgenomen in de gemeente Illnau-Effretikon.